# Estádio Danilo Pagot
Estádio Danilo Pagot é um estádio de futebol localizado no município de Juara, no estado do Mato Grosso fundado no ano de 2014.

## História
Inaugurado em 1º de julho de 2014, no município de Juara, durante gestão de Edson Piovesan (PPS), mas a obra já havia sendo feito em gestões locais anteriores. O nome do estádio homenageia Danilo Pagot, ex-goleiro das categorias de base do Sport Club Internacional do Rio Grande do Sul, que após a experiência futebol dedicou-se a ser madeireiro na região de Juara.
O Juara Atlético Clube realizada suas partidas com mando de campo no estádio.
A arena recebe a primeira divisão do futebol mato-grossense e possui capacidade para 4 mil pessoas. No ano de 2023, o estádio recebeu um processo de revitalização, durante gestão municipal de Carlos Amadeu Sirena (PSDB).